# Софија Дражић
Софија Дражић (Вршац, 1805 или 1806 — Стари Бечеј, 7. маја 1895) била је српска народна добротворка.
Оставила је свој иметак, којим управља српска православна црквена општина у Старом Бечеју, за одгој сиромашних дјевојака Српкиња православне вјере.